# Papamoa Beach
Papamoa Beach ist ein Stadtteil von Tauranga City in der Region Bay of Plenty auf der Nordinsel von Neuseeland.

## Geographie
Der Stadtteil beginnt rund 7 km östlich des Stadtzentrums von Tauranga und zieht sich über rund 16 km entlang der Küste der Bay of Plenty bis zur Mündung des Kaituana River in den Pazifischen Ozean hin. An seiner breitesten Stelle misst der Stadtteil knapp 2 km und an seiner schmalsten Stelle am südöstlichsten Ende lediglich rund 500 m. Zu erreichen ist Papamoa Beach vom Stadtzentrum von Tauranga aus über den New Zealand State Highway 2 und über einige Straßen des Stadtteils Mount Maunganui entlang der Küste. Von Süden von Te Puke und Südosten von Whakatāne aus ist der Stadtteil ebenfalls über den State Highway 2 zu erreichen.

## Geschichte
Die Besiedlung des mit einem rund 40 m breiten Sandstrand und rund 160 m breiten Dünengebiet ausgestatteten Küstenstreifens begann ab den späten 1980er Jahren. Als 1988 die Tauranga Harbour Bridge ihrer Bestimmung übergeben wurde, war es für die Einwohner von Tauranga und Urlauber aus dem Großraum Auckland wesentlich schneller und einfacher, an die östlich des Mount Mauao liegenden langen Strände zu gelangen. Ein Jahr später wurde der Küstenstreifen, dessen Hinterland bis dahin sehr ländlich geprägt war, bis zum Kaituana River der Stadt Tauranga eingemeindet und über die Jahre hin ständig bebaut. Die Folge waren explodierende Bevölkerungszahlen in dem Stadtteil, ebenso wie extrem steigende Grundstückspreise.

## Bevölkerung
Zum Zensus des Jahres 2013 zählte der Stadtteil 20.094 Einwohner, 20,6 % mehr als zur Volkszählung im Jahr 2006.

## Tourismus
Papamoa Beach ist neben dem Stadtteil Mount Maunganui sehr begehrt bei Strandurlaubern. Zahlreiche Apartments werden vorwiegend an Urlauber vermietet oder dienen als Urlaubsdomizil für Leute mit etwas Geld. Der Strand zählt zu den sicheren Badestränden des Landes, an dem Schwimmen, Surfen, lange Strandwanderungen und Angeln möglich sind. Auch Nacktbaden ist zwischen den Hinweisschildern an Teilen des Strandes möglich.

## Fotogalerie

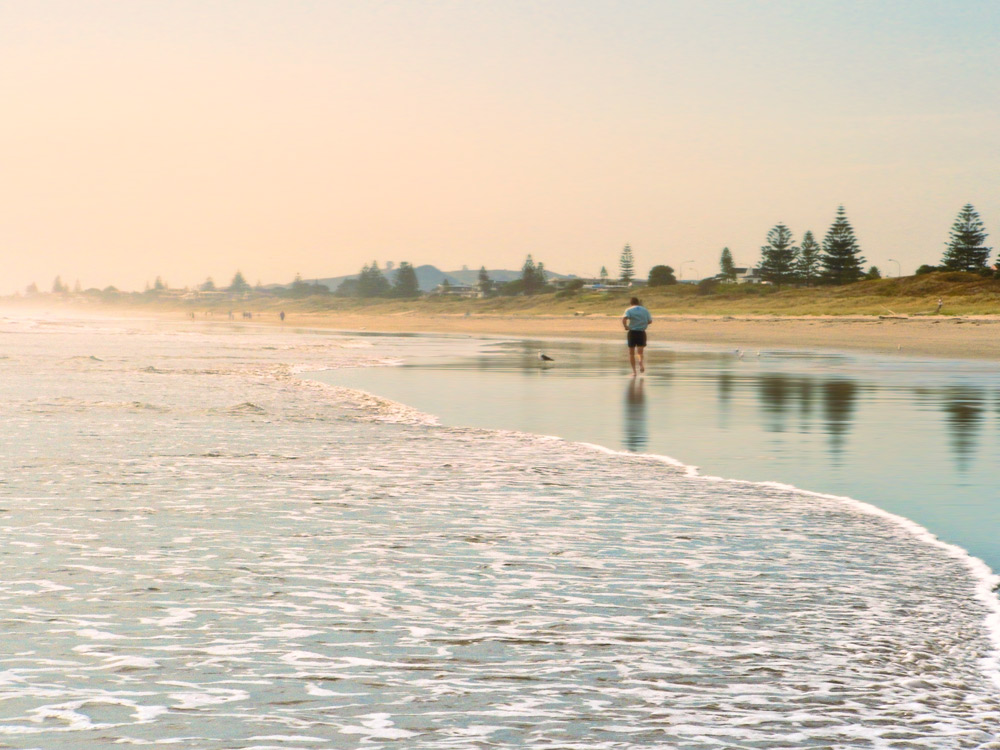
Strandläufer (Blick nach Südosten)
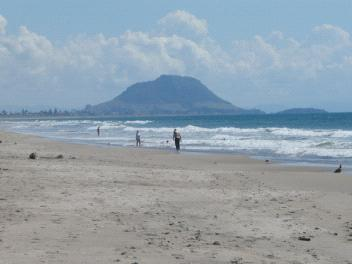
Mount Maunganui von Papamoa Beach aus gesehen
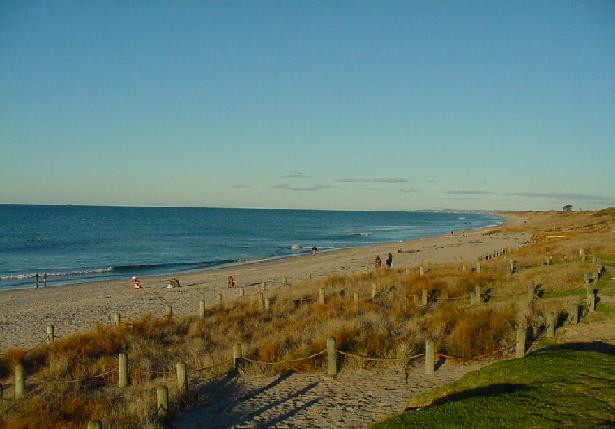
Papamoa Beach von der Papamoa Domain
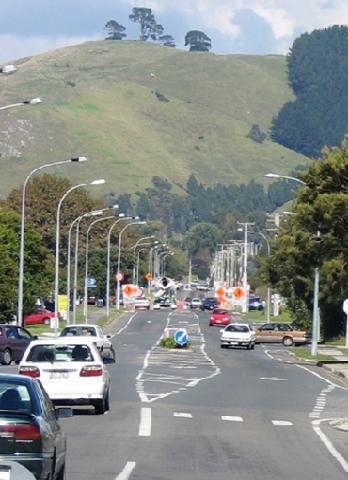
The Papamoa Hills von der Domain Rd.
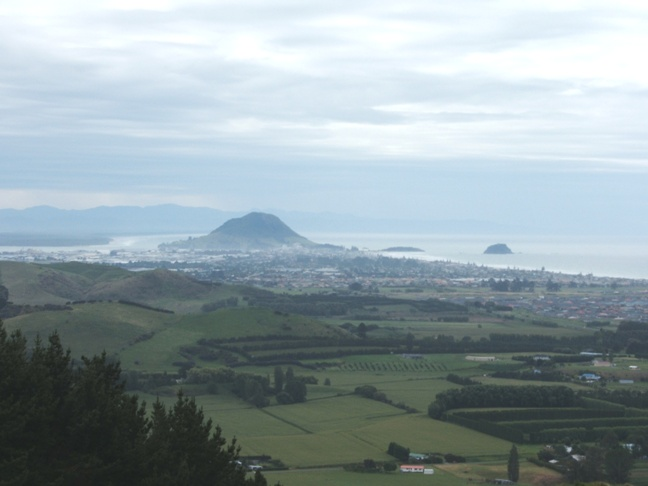
Blick zum Mount Maunganui von den Papamoa Hills
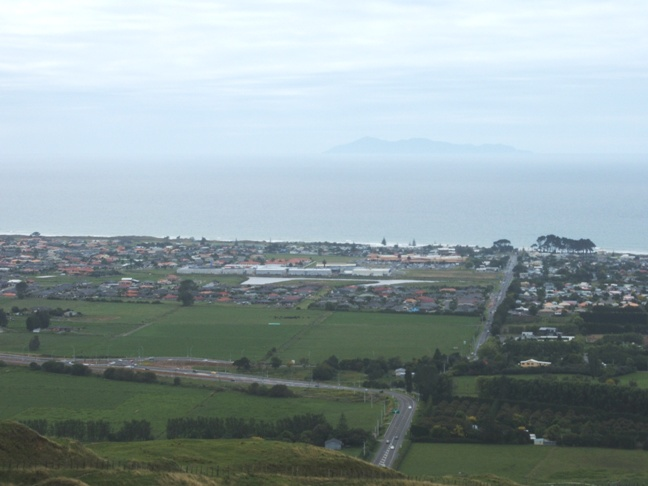
Blick von den Papamoa Hills die Domain Rd. hinab auf Mayor Island
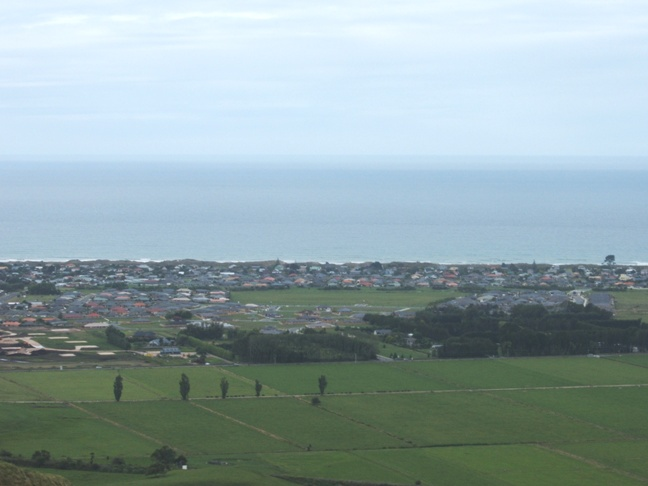
Blick auf Papamoa von den Papamoa Hills
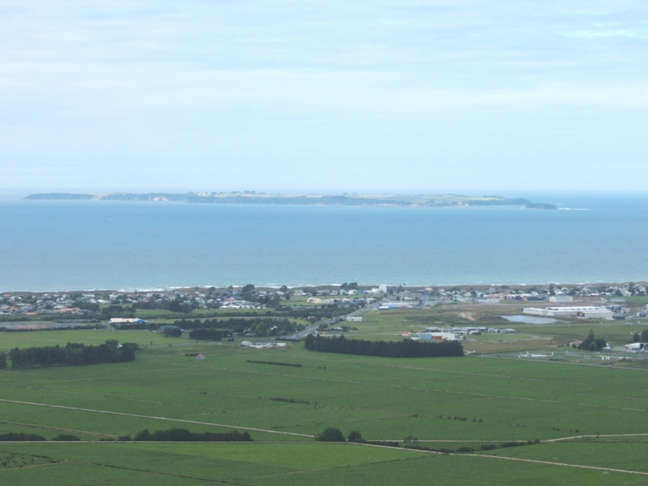
Parton Rd. und Motiti Island von den Papamoa Hills